# John Toland (Historiker)

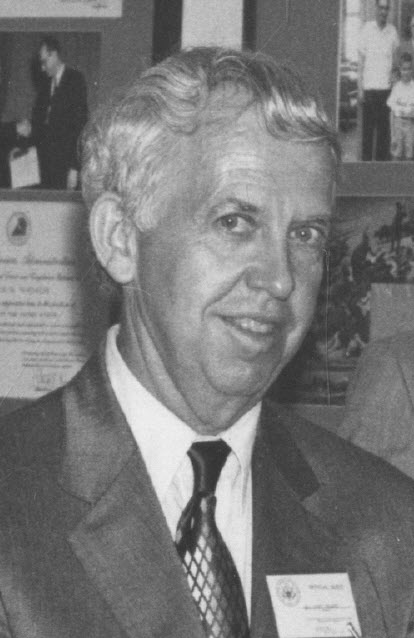
John Toland (1971).

John Willard Toland (* 29. Juni 1912 in La Crosse, Wisconsin; † 4. Januar 2004 in Danbury, Connecticut) war ein US-amerikanischer Historiker und Schriftsteller.

## Werk
Er verfasste eine Vielzahl von Werken, in denen er zumeist versuchte, historische Sachverhalte auf spannend erzählte Weise nahezubringen und dabei auf allzu tiefgreifende, wissenschaftliche Analysen zu verzichten. 1971 wurde Toland für sein Buch The Rising Sun, in dem er die Entwicklung Japans zwischen 1936 und 1945 aus japanischer Sicht beschreibt, mit dem Pulitzer-Preis ausgezeichnet. Besondere Bekanntheit erlangte er mit seiner zweibändigen Biographie Adolf Hitlers im Jahr 1976. Diese Biographie wurde von Gregor Schöllgen als „nicht geeignet, das historische Verständnis der Person wie der Epoche voranzutreiben“ eingeschätzt, da Toland zwar das Privatleben Hitlers in einem teils kriminalistischen Stil ausführlich schildere, aber die Strukturen und politischen Entscheidungen nicht analysiere. 1982 argumentierte er, die Versenkung der amerikanischen Flotte am 7. Dezember 1941 durch die Japaner sei auf eine inneramerikanische Verschwörung mit dem Ziel zurückzuführen, die USA in den Zweiten Weltkrieg zu führen. Diese These gilt als Verschwörungstheorie.
Außerdem schrieb er auch zwei Geschichtsromane.

## Werke
- The battle of the bulge. New American Library, New York 1959. Auf Deutsch als:
  - Ardennenschlacht, Scherz, Bern 1960, (weitere Auflagen)
- The Rising Sun-The Decline & Fall of the Japanese Empire 1936-1945, Random House, New York, 1970
- Adolf Hitler. Doubleday, New York 1976. Deutsch als:
  - Adolf Hitler. Lübbe, Bergisch Gladbach 1977, ISBN 3-7857-0207-8. (Viele weitere Ausgaben.)
- Infamy. Pearl Harbor and its Aftermath. Doubleday 1982.